# 西门子施塔特
西门子施塔特（德語：Siemensstadt，德語：[ˈziːmənsˌʃtat] ⓘ）是德国柏林施潘道区的一个下属区。